# Gran Premi de Bèlgica del 1950
Resultats del Gran Premi de Bèlgica de Fórmula 1 de la temporada 1950 disputat al circuit de Spa Francorchamps el 18 de juny del 1950.

## Resultats
| Pos | No | Pilot                 | Equip                | Voltes | Temps/ Retirada  | Pos. de sortida | Punts |
| --- | -- | --------------------- | -------------------- | ------ | ---------------- | --------------- | ----- |
| 1   | 10 | Juan Manuel Fangio    | Alfa Romeo           | 35     | 2h 47' 26. 0     | 2               | 8     |
| 2   | 12 | Luigi Fagioli         | Alfa Romeo           | 35     | + 14 s           | 3               | 6     |
| 3   | 14 | Louis Rosier          | Talbot-Lago - Talbot | 35     | + 2' 19 min.     | 8               | 4     |
| 4   | 8  | Nino Farina           | Alfa Romeo           | 35     | + 4' 05 min.     | 1               | 4     |
| 5   | 4  | Alberto Ascari        | Ferrari              | 34     | + 1 Volta        | 7               | 2     |
| 6   | 2  | Luigi Villoresi       | Ferrari              | 33     | + 2 Voltes       | 4               |       |
| 7   | 22 | Pierre Levegh         | Talbot-Lago - Talbot | 33     | + 2 Voltes       | 10              |       |
| 8   | 24 | Johnny Claes          | Talbot-Lago - Talbot | 22     | + 3 Voltes       | 14              |       |
| 9   | 26 | Geoff Crossley        | Alta                 | 30     | + 5 Voltes       | 12              |       |
| 10  | 30 | Toni Branca           | Maserati             | 29     | + 6 Voltes       | 11              |       |
| Ret | 20 | Eugène Chaboud        | Talbot-Lago - Talbot | 22     | Bomba de l'oli   | 13              |       |
| Ret | 6  | Raymond Sommer        | Talbot-Lago - Talbot | 20     | Pressió de l'oli | 5               |       |
| Ret | 16 | Philippe Étancelin    | Talbot-Lago - Talbot | 15     | Sobreescalfament | 6               |       |
| Ret | 18 | Yves Giraud Cabantous | Talbot-Lago - Talbot | 2      | Bomba de l'oli   | 9               |       |

## Altres
- Pole: Nino Farina 4' 37. 0

- Volta ràpida: Nino Farina 4' 34. 1 (a la volta 18)